# Can Coima
Can Coima és una masia situada al municipi de les Planes d'Hostoles, a la comarca de la Garrotxa.